# Johanna Hesse

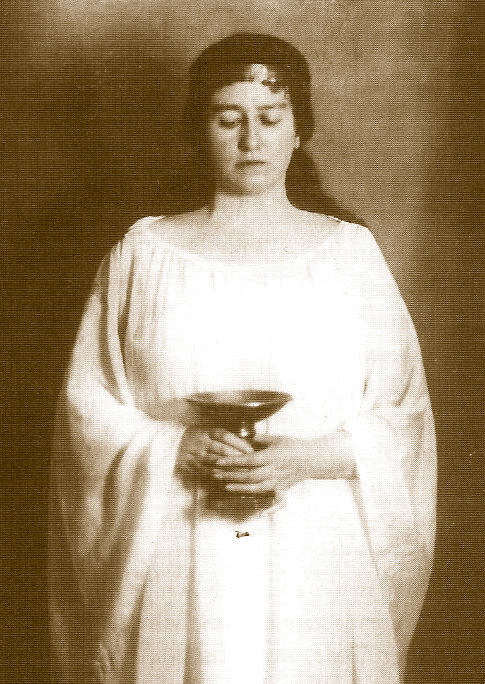
Johanna Hesse
(Quelle: Deutsches Theatermuseum, München)

Johanna Hesse, eigentlich: Johanna Zapf, auch Rosl Zapf (* 20. Februar 1880 in Berlin; † November 1958 in Bad Kissingen) war eine deutsche Opern- und Konzertsängerin (Sopran).

## Leben
Nach ihrer Gesangsausbildung in Berlin war sie zunächst Konzertsängerin, erhielt aber 1919 ein Engagement als Sopranistin am Staatstheater Darmstadt. Hier trat sie bis 1922 auf und sang z. B. die Partie der „Judith“ in Rezniceks Oper „Ritter Blaubart“ (von 1920). Es folgten Gastspiele an der Semperoper in Dresden, der Bayerischen Staatsoper in München und am Opernhaus Leipzig.
Hesse hatte große Erfolge in Wagner-Partien. In den Jahren 1923/1924 hatte sie Gastspiele an der Wiener Staatsoper sowie an den Opernhäusern in Köln und Alte Oper in Frankfurt am Main. Ab 1925 gab sie zahlreiche Wagner-Konzerte. Bis 1933 gehörte sie dann zum Ensemble des Theaters in Bonn. Nach der Machtübernahme der Nationalsozialisten musste sie als Jüdin ihre Bühnenkarriere vorzeitig beenden.
Ihr Grab befindet sich auf dem Kapellenfriedhof in Bad Kissingen.